# Río Aguán
El río Aguán es un río del norte de Honduras. Se origina en las tierras montañosas centrales del oeste, en el municipio de Yorito, Yoro, descendiendo por el noreste hasta las ciénagas costeñas, después de recorrer una larga distancia de 240 km y pasando sus aguas por los municipios de Arenal, Olanchito y Tocoa, para desembocar en Santa Rosa de Aguán en el mar Caribe.

## Descripción
La cuenca del río Aguán mide 10 266 km².
Los terrenos que se encuentran a lo largo del río son por lo general tierras fértiles, principalmente usadas para la agricultura, y ganadería, y actualmente también en la siembra de Palma Africana para la extracción de aceite de palma. 
En la desembocadura del río Aguán, las tierras son propensas a las inundaciones y frecuentemente afectadas por los huracanes.